# Тараклійський район
Тараклі́йський райо́н або Тараклія (рум. Taraclia) — район у південній Молдові. Адміністративний центр — Тараклія.
Національний склад населення згідно з Переписом населення Молдови 2004  та 2014 років.
| етнічна група     | 2004           | 2004      | 2014           | 2014      |
| етнічна група     | кількість осіб | частка, % | кількість осіб | частка, % |
| ----------------- | -------------- | --------- | -------------- | --------- |
| болгари           | 28 293         | 65,56     | 24 584         | 65,81     |
| молдовани/румуни  | 6 009          | 13,93     | 5 281          | 14,14     |
| ґаґаузи           | 3 587          | 8,31      | 3 343          | 8,95      |
| українці          | 2 646          | 6,13      | 1 928          | 5,16      |
| росіяни           | 2 139          | 4,96      | 1 685          | 4,51      |
| цигани            | 218            | 0,51      | 169            | 0,45      |
| поляки            | 9              | 0,02      | ...            | ...       |
| євреї             | 2              | 0,01      | ...            | ...       |
| інші / не вказали | 251            | 0,58      | 367            | 0,98      |
| Всього            | 43 154         | 100       | 37 357         | 100       |

Повсякденна мова мешканців району (2014):
| мова                 | кількість осіб | частка, % |
| -------------------- | -------------- | --------- |
| болгарська           | 18 368         | 49,17     |
| російська            | 14 562         | 38,98     |
| молдовська/румунська | 3 238          | 8,67      |
| гагаузька            | 334            | 0,89      |
| українська           | 286            | 0,77      |
| циганська            | 35             | 0,09      |
| інші                 | 41             | 0,11      |
| не вказали           | 493            | 1,32      |
| всього               | 37 357         | 100       |